# Campeonato Mundial de Patinação Artística no Gelo de 1968
O Campeonato Mundial de Patinação Artística no Gelo de 1968 foi a quinquagésima oitava edição do Campeonato Mundial de Patinação Artística no Gelo, um evento anual de patinação artística no gelo organizado pela União Internacional de Patinação (em inglês:  International Skating Union) onde os patinadores artísticos competem pelo título de campeão mundial. A competição foi disputada entre os dias 27 de fevereiro e 3 de março, na cidade de Genebra, Suíça.

## Eventos
- Individual masculino
- Individual feminino
- Duplas
- Dança no gelo

## Medalhistas
| Evento                        | Ouro                                                   | Prata                                              | Bronze                                              |
| Individual masculino detalhes | Emmerich Danzer · Áustria                              | Tim Wood · Estados Unidos                          | Patrick Péra · França                               |
| Individual feminino detalhes  | Peggy Fleming · Estados Unidos                         | Gabriele Seyfert · Alemanha Oriental               | Hana Mašková · Tchecoslováquia                      |
| Duplas detalhes               | Liudmila Belousova · Oleg Protopopov · União Soviética | Tatiana Zhuk · Alexander Gorelik · União Soviética | Cynthia Kauffman · Ronald Kauffman · Estados Unidos |
| Dança no gelo detalhes        | Diane Towler · Bernard Ford · Reino Unido              | Yvonne Suddick · Roger Kennerson · Reino Unido     | Janet Sawbridge · Jon Lane · Reino Unido            |

## Resultados

### Individual masculino
| Pos.              | Nome                | Nacionalidade      | Pontos |
| ----------------- | ------------------- | ------------------ | ------ |
| Medalha de ouro   | Emmerich Danzer     | Áustria            | 12     |
| Medalha de prata  | Tim Wood            | Estados Unidos     | 15     |
| Medalha de bronze | Patrick Péra        | França             | 38     |
| 4                 | Scott Allen         | Estados Unidos     | 38     |
| 5                 | Gary Visconti       | Estados Unidos     | 41     |
| 6                 | Ondrej Nepela       | Tchecoslováquia    | 52     |
| 7                 | Jay Humphry         | Canadá             | 57     |
| 8                 | Peter Krick         | Alemanha Ocidental | 79     |
| 9                 | Sergei Chetverukhin | União Soviética    | 83     |
| 10                | David McGillivray   | Canadá             | 93     |
| 11                | Günter Zöller       | Alemanha Oriental  | 94     |
| 12                | Philippe Pélissier  | França             | 106    |
| 13                | Michael Williams    | Reino Unido        | 117    |
| 14                | Tsuguhiko Kozuka    | Japão              | 128    |
| 15                | Marian Filc         | Tchecoslováquia    | 133    |
| 16                | Giordano Abbondati  | Itália             | 142    |
| 17                | Reinhard Ketterer   | Alemanha Ocidental | 154    |
| 18                | Günter Anderl       | Áustria            | 162    |
| 19                | Jenő Ébert          | Hungria            | 167    |
| 20                | Daniel Höner        | Suíça              | 179    |

### Individual feminino
| Pos.              | Nome               | Nacionalidade      | Pontos |
| ----------------- | ------------------ | ------------------ | ------ |
| Medalha de ouro   | Peggy Fleming      | Estados Unidos     | 9      |
| Medalha de prata  | Gabriele Seyfert   | Alemanha Oriental  | 19     |
| Medalha de bronze | Hana Mašková       | Tchecoslováquia    | 29     |
| 4                 | Beatrix Schuba     | Áustria            | 35     |
| 5                 | Kumiko Okawa       | Japão              | 46     |
| 6                 | Albertina Noyes    | Estados Unidos     | 59     |
| 7                 | Karen Magnussen    | Canadá             | 62     |
| 8                 | Zsuzsa Almássy     | Hungria            | 74     |
| 9                 | Janet Lynn         | Estados Unidos     | 89     |
| 10                | Elena Shcheglova   | União Soviética    | 89     |
| 11                | Monika Feldmann    | Alemanha Ocidental | 94     |
| 12                | Patricia Ann Dodd  | Reino Unido        | 107    |
| 13                | Linda Carbonetto   | Canadá             | 117    |
| 14                | Marie Vichová      | Tchecoslováquia    | 133    |
| 15                | Elisabeth Nestler  | Áustria            | 139    |
| 16                | Charlotte Walter   | Suíça              | 148    |
| 17                | Martina Clausner   | Alemanha Oriental  | 147    |
| 18                | Kazumi Yamashita   | Japão              | 158    |
| 19                | Haruko Ishida      | Japão              | 156    |
| 20                | Sonja Morgenstern  | Alemanha Oriental  | 183    |
| 21                | Mary-Ellen Holland | Austrália          | 186    |
| 22                | Margaret Betts     | África do Sul      | 198    |

### Duplas
| Pos.              | Nome                                      | Nacionalidade      | Pontos |
| ----------------- | ----------------------------------------- | ------------------ | ------ |
| Medalha de ouro   | Liudmila Belousova / Oleg Protopopov      | União Soviética    | 9      |
| Medalha de prata  | Tatiana Zhuk / Alexander Gorelik          | União Soviética    | 19     |
| Medalha de bronze | Cynthia Kauffman / Ronald Kauffman        | Estados Unidos     | 31     |
| 4                 | Tamara Moskvina / Alexei Mishin           | União Soviética    | 35     |
| 5                 | Heidemarie Steiner / Heinz-Ulrich Walther | Alemanha Oriental  | 48     |
| 6                 | Gudrun Hauss / Walter Häfner              | Alemanha Ocidental | 54     |
| 7                 | Bohunka Sramkova / Jan Sramek             | Tchecoslováquia    | 58     |
| 8                 | Sandi Sweitzer / Roy Wagelein             | Estados Unidos     | 72     |
| 9                 | Irene Müller / Hans-Georg Dallmer         | Alemanha Oriental  | 80     |
| 10                | Liana Drahová / Peter Bartosiewicz        | Tchecoslováquia    | 98     |
| 11                | JoJo Starbuck / Kenneth Shelley           | Estados Unidos     | 99     |
| 12                | Marianne Streifler / Herbert Wiesinger    | Alemanha Ocidental | 110    |
| 13                | Betty McKilligan / John McKilligan        | Canadá             | 118    |
| 14                | Brigitte Weise / Michael Brychy           | Alemanha Oriental  | 129    |
| 15                | Mona Szabo / Peter Szabo                  | Suíça              | 128    |
| 16                | Janina Poremska / Piotr Sczypa            | Polônia            | 136    |
| 17                | Glenda O'Shea / Brian O'Shea              | África do Sul      | 153    |
| WD                | Margot Glockshuber / Wolfgang Danne       | Alemanha Ocidental | —      |

### Dança no gelo
| Pos.              | Nome                                    | Nacionalidade      | Pontos |
| ----------------- | --------------------------------------- | ------------------ | ------ |
| Medalha de ouro   | Diane Towler / Bernard Ford             | Reino Unido        | 9      |
| Medalha de prata  | Yvonne Suddick / Roger Kennerson        | Reino Unido        | 24     |
| Medalha de bronze | Janet Sawbridge / Jon Lane              | Reino Unido        | 24     |
| 4                 | Judy Schwomeyer / James Sladky          | Estados Unidos     | 40     |
| 5                 | Irina Grishkova / Viktor Ryzhkin        | União Soviética    | 43     |
| 6                 | Liudmila Pakhomova / Alexander Gorshkov | União Soviética    | 49     |
| 7                 | Vicki Camper / Eugen Heffron            | Estados Unidos     | 65     |
| 8                 | Angelika Buck / Erich Buck              | Alemanha Ocidental | 78     |
| 9                 | Joni Graham / Don Phillips              | Canadá             | 82     |
| 10                | Annerose Baier / Eberhard Rüger         | Alemanha Oriental  | 85     |
| 11                | Edith Mató / Karl Csanadi               | Hungria            | 101    |
| 12                | Milena Tumová / Josef Pesek             | Tchecoslováquia    | 111    |
| 13                | Donna Taylor / Bruce Lennie             | Canadá             | 112    |
| 14                | Susanna Carpani / Sergio Pirelli        | Itália             | 124    |
| 15                | Claude Couste / Jean-Pierre Noullet     | França             | 133    |

## Quadro de medalhas
| Ordem | País              | Medalha de ouro | Medalha de prata | Medalha de bronze |    | Ordem por total |
| ----- | ----------------- | --------------- | ---------------- | ----------------- | -- | --------------- |
| 1     | Estados Unidos    | 1               | 1                | 1                 | 3  | 1               |
| 1     | Reino Unido       | 1               | 1                | 1                 | 3  | 1               |
| 3     | União Soviética   | 1               | 1                |                   | 2  | 3               |
| 4     | Áustria           | 1               |                  |                   | 1  | 4               |
| 5     | Alemanha Oriental |                 | 1                |                   | 1  | 4               |
| 6     | França            |                 |                  | 1                 | 1  | 4               |
| 6     | Tchecoslováquia   |                 |                  | 1                 | 1  | 4               |
| TOTAL | TOTAL             | 4               | 4                | 4                 | 12 | —               |